# Porto San Giorgio
Porto San Giorgio é uma comuna italiana da região das Marcas, província de Fermo, com cerca de 15.862 habitantes. Estende-se por uma área de 8 km², tendo uma densidade populacional de 1983 hab/km². Faz fronteira com Fermo.

## Demografia
| Variação demográfica do município entre 1861 e 2011                               |
|                                                                                   |
| Fonte: Istituto Nazionale di Statistica (ISTAT) - Elaboração gráfica da Wikipedia |